# Invasiv art
En invasiv art er inden for biologien en art, der har spredt sig "kunstigt" til et nyt område, hvor den skader de oprindelige arter. Spredningen er ofte sket ved menneskets hjælp over store geografiske afstande. Nogle af de mange indførte plantearter inden for havebrug eller landbrug kan senere, når de spredes til naturen, vise sig at udkonkurrere de hjemlige arter, fordi de ikke er tilpasset økosystemerne med fx naturlige fjender.
Et eksempel er planten kæmpebjørneklo, der stammer fra Kaukasus og er indført som haveplante i Danmark, hvor den imidlertid også har spredt sig til naturen og derfor bekæmpes, fordi den bortskygger og ødelægger levestederne for den oprindelige flora og fauna. Et andet eksempel er den iberiske skovsnegl ("dræbersnegl"), der også kaldes en invasiv art.
En FN-rapport fandt i 2023:
- at de samlede årlige globale omkostninger ved invasive arter er mere end 423 milliarder dollars ved at skade natur og fødevaresystemer samt true menneskers sundhed
- at mennesker i løbet af de sidste par århundreder bevidst og utilsigtet har introduceret mere end 37.000 arter til steder uden for deres naturlige udbredelsesområde
- at mere end 3.500 af dem betragtes som invasive, fordi de er skadelige for deres nye økosystemer
- at invasive ikke-hjemmehørende arter var en vigtig faktor i 60 procent af registrerede udryddelser af planter og dyr

## Invasive arter og biodiversiteten
En invasiv art hører ikke naturligt hjemme i sit nye geografiske område og er ikke tilpasset det lokale økosystem og har ingen naturlige fjender. Det betyder, at en invasiv art kan udkonkurrere andre arter og skade biodiversiteten i det nye område og dermed bidrage væsentligt til den sjette store massedød.

## Spredning
I de sidste århundreder har problemer med invasive arter været kraftigt stigende. Det skyldes primært den stigende internationale handel og udviklingen i menneskets rejsemønster.
Invasive arter spredes ikke ad naturlige veje, men spredes på kunstig vis ved menneskets hjælp, selvom om der kan være tilfælde, hvor det er svært at skelne mellem de to.

## Tilfældig og planlagt spredning
Den menneskeskabte spredning kan opdeles i en bevidst og ubevidst spredning.
Den ubevidste spredning er, når mennesket i situationen ikke er opmærksom på, at der sker en spredning. Eksempelvis kan der ved skibstransport mellem forskellige verdensdele, sætte sig muslinger fast under skibet. Muslingerne kan derved ubevidst spredes til en ny verdensdel.
Den bevidste spredning er de situationer, hvor mennesket bevidst har indført arter fx til landbrug, skovbrug, gartneri og fiskeri. Visse af disse arter kan senere sprede sig til naturen og blive invasive arter. Som eksempler kan nævnes rynket rose (Rosa rugosa), kæmpebjørneklo ((Heracleum mantegazzianum) og mink (Neovison vison).
En ikke-planlagt, men bevidste spredning sker også, når kæledyr som slanger og guldfisk slippes fri i naturen.

## Bekæmpelse
Australien er et af de lande, som har en målrettet og aktiv indsats mod invasive arter. Fx har landet et omfattende forbud mod indførsel af dyr og planter, som vurderes at udgøre en risiko for den oprindelige australske natur. Australske toldere har ret til at konfiskere alle former for dyr, planter og frø og efterfølgende uddele store bøder til personer, som bryder forbuddet.
Der er også fokus på bekæmpelse af invasive arter i Danmark. Det har flere gange været muligt at få tilskud til frivillig bekæmpelse af kæmpebjørneklo på private områder, bl.a. på områder underlagt Natura 2000. Mange kommuner har en strategi for aktiv bekæmpelse af planten. Nogle kommuner er gået skridtet videre og har pålagt private lodsejere at bekæmpe planten på deres ejendom. Det gør bl.a. Næstved og Fredensborg Kommuner. Det sker med henvisning til Bekendtgørelse om bekæmpelse af kæmpebjørneklo. Der har også været projekter, hvor frivillige borgere har hjulpet aktivt med at bekæmpe planten.
De senere år har der været stigende fokus på at bekæmpe rynket rose (hybenrose) som invasiv art. En del kommuner særligt langs østkysten bekæmper planten ved løbende at klippe planten ned på de kommunale arealer. På den måde spreder planten sig ikke så hastigt. Også ved bekæmpelse af hybenrosen, eksperimenteres med brug af frivillig arbejdskraft. Som eksempel kan nævnes, at Sammenslutningen af Unge i Danmark i sommeren 2013 opstartede et projekt, hvor frivillige naturinteresserede i fællesskab registrerer og bekæmper hybenrosen ved de østvendte kyster. Projektet er bl.a støttet af Friluftsrådet og en række fonde.[kilde mangler]
Der er også fokus på problemet i EU. Den 9. september 2013 offentliggjorde EU Kommissionen en handlingsplan for bekæmpelse af invasive arter. Planen fastslår, at invasive arter påfører EU landende et årligt anslået tab på 12 milliarder euro. Tabene kommer bl.a. fra skader på infrastruktur og bygninger, tabte afgrøder samt mistede indtægter fra turisme.

### Forhindre at nye invasive arter kommer til
Det er ikke umiddelbart helt så enkelt, som det måske lyder. Det er meget svært at sige på forhånd, hvilke planter der kan blive invasive over længere tid. Derfor er det også meget svært at opsætte begrænsninger for, hvilke planter vi ikke ønsker til Danmark.
Det ser vi jo netop med de nuværende invasive planter. Da de blev indført eller opdaget, var der ikke umiddelbart nogen som forventede, at de ville blive til invasive planter.
En af de anvendte metoder er at se på, hvilke planter der på nuværende tidspunkt regnes for at være invasive i vores nabolande. Hvis lande med det samme klima som vores har invasive planter vi endnu ikke har i Danmark, er der muligvis stor sandsynlighed for, at de på et tidspunkt kommer til Danmark. Og kommer til at udgøre et problem i Danmark.
Der er lavet et samarbejde mellem en række lande i Nord- og Centraleuropa med det formål at vurdere, hvilke planter, der er potentielt invasive. En vigtig del af det samarbejde er den fælles hjemmeside nobanis@org. Her deler landene deres erfaring med invasive og potentielt invasive planter.
Den manglende lovgivning på området er desuden et problem i forhold til at forhindre nye invasive planter i at komme til Danmark. På nuværende tidspunkt har hverken Danmark eller andre EU lande en målrettet grænsekontrol der forhindre indførsel af planter mellem de forskellige lande. I lande som Australien, USA og New Zealand har man en lovgivning som sætter klare regler for indførsel af planter og organisk materiale, og der laves målrettet grænsekontrol, baseret på denne lovgivning.
På nuværende tidspunkt er Naturbeskyttelsesloven det eneste lovgrundlag, som tilnærmelsesvis omhandler invasive planter. Efter reglerne i Naturbeskyttelsesloven er det ikke tilladt at plante eller så planter i naturen, som ikke høre naturligt til i naturen.
Den bestemmelse er ikke et særligt effektivt værn mod nye invasive planter. Mange af de invasive plantearter naturen rummer i dag, er netop ikke bevidst plantet ud i naturen, men er typisk først plantet i haver. Herfra har de spredt sig til naturen. Og privates import, indkøb og udplantning på egen jord er ikke reguleret af nogen lovgivning.[kilde mangler]

## Et eksempel på en invasiv plante
En af de mest skadelige invasive planter i Danmark er hybenrosen, også kendt under navnet "Rosa Rugosa" eller rynket rose. Årsagen til dens store udbredelse er, at den lever op til alle seks punkter. Planten er ikke fra Danmark, men kom til Danmark i midten af 1800-tallet.
Oprindeligt kom den fra det Nordøstlige Asien, hvor den vokser under nogenlunde samme klimaforhold som i Danmark. Planten spreder sig multipelt via både frø og rodskud. Frøene er så hårdføre, at de uden problemer kan passere gennem eksempelvis en fugls fordøjelsessystem. Fuglen spiser hybenfrugten, og kernerne kommer efterfølgende ud sammen med fuglens ekskrementer. Herefter kan de spire.
En enkelt hybenstængel kan i løbet af 2-3 sæsoner sætte 10-15 nye rodskud. Rodskuddene kan sættes op til 30-40 centimeter fra den oprindelige stængel. På den måde kan planten ”omringe” andre planter, og efterfølgende presse dem væk fra deres voksested.
Plantens vækst er meget hurtig. Et stykke frisk rod på nogle centimeters længde kan i løbet af få sæsoner udvikle sig til en meterhøj, kraftig plante.
Planten stiller ingen særlige krav til voksestedet. Der er set eksempler på, at planten eksempelvis kan vokse på forurenede lossepladser, ved rindende vand, og i asfalt eller beton. Rodskuddene er så kraftige, at de under de rigtige betingelser kan gennembryde beton og asfalt. Samtidig er det en af de få busk-arter i Danmark, som kan vokse i saltholdigt jord og ved saltholdigt vand.
Det betyder, at planten har en dobbelt fordel i de kystnære egne: Den har stort set ingen andre konkurrerende buske og træer og kan sprede sig meget hurtigt. Det er den primære årsag til, at store områder ved kysterne er fuldkommen domineret af planten.
Hybenrosen har ingen naturlige fjender i den danske natur. De mange torne gør, ingen dyr æder rosens blade, kviste og grene. I de kystnære egne betyder den salte vind fra havet, at der ofte ligger et tyndt lag salt på blade, knopper og kviste. Det er med til at afholde eksempelvis bladlus fra at spise bladene.[kilde mangler]

## Skadevirkninger fra invasive planter
De skadelige effekter fra invasive planter kan deles op i to hovedområder; 1) Skader på økosystemet, jf. den sjette store massedød og 2) Skadevirkning for mennesker.

### 1. Skader på økosystemet
Invasive planter fortrænger andre plantearter fra deres vokseplads, for selv at blive ene-herskende i det pågældende område. En såkaldt mono-kultur. Det er i sig selv med til at give en primitiv og ensartet natur domineret af en eller meget få plantearter.
Skadevirkningen begrænser sig imidlertid ikke kun til en plantemæssig ensartet primitiv biodiversitet. Det har også betydning for de dyr, svampe og mikroorganismer, som sam-eksisterer med de fortrængte plantearter.
Når plantearterne tvinges væk fra deres voksesteder, kan levende organismer, som er afhængige af de pågældende planter ikke eksistere, og så bliver de ligeledes tvunget væk fra området. Nogle af disse dyr og andre levende organismer er skrøbelige og kan risikere at uddø som en konsekvens af de invasive arters dominans.

### 2. Skadevirkning for mennesker
Flere opgørelser fra bl.a. EU Kommissionen viser, at invasive arter hvert år er årsag til skader, der løber op i tocifrede milliardbeløb, i euro. Det kan være skader på bygninger og veje, samt dyrkningsområder, som indskrænkes. Turismen bliver også ramt, når invasive arter som hybenrosen breder sig til strande og klitter og hindrer mennesker i at bruge områderne.[kilde mangler]